# Norma Euro 5
La norma Euro 5 forma parte de la normativa europea sobre emisiones, es una de las medidas reglamentarias elaboradas por la Comisión Europea y aprobadas por el Parlamento Europeo y el Consejo el 22 de mayo de 2007 por el que se establecen los requisitos técnicos para la homologación y venta de los vehículos de motor en la Unión Europea en lo que se refiere a las emisiones. 
La norma Euro 5 sustituye al anterior, el Euro 4 que estaba en vigor desde enero de 2005 y supone comparativamente una disminución de la cantidad de óxido nitroso autorizado emitido por los vehículos de motor hasta los 60 miligramos por kilómetro (mg/km) en motores de gasolina y 180 mg/km en los motores diésel. 
Asimismo, el programa contempla una reducción del 80% de la materia particulada, que pasará de los 25 mg/km a los 5 mg/km.
Aunque la norma Euro 5 entró en vigor el 1 de septiembre de 2009 para los vehículos de categoría B, la misma estipula un periodo de adaptación hasta 2012 para aquellos fabricantes de automóviles de más de 2.000 kg tales como las ambulancias, los vehículos de rescate o los automóviles familiares.